# Bhainsdehi
Bhainsdehi é uma cidade e uma nagar panchayat no distrito de Betul, no estado indiano de Madhya Pradesh.

## Geografia
Bhainsdehi está localizada a 21° 39′ N, 77° 38′ L. Tem uma altitude média de 741 metros (2431 pés).

## Demografia
Segundo o censo de 2001, Bhainsdehi tinha uma população de 15 756 habitantes. Os indivíduos do sexo masculino constituem 51% da população e os do sexo feminino 49%. Bhainsdehi tem uma taxa de literacia de 70%, superior à média nacional de 59,5%; a literacia é de 56% no sexo masculino e 44% no sexo feminino. 14% da população está abaixo dos 6 anos de idade.